# Eomedina apicalis
Eomedina apicalis är en tvåvingeart som först beskrevs av Charles Howard Curran 1927.  Eomedina apicalis ingår i släktet Eomedina och familjen parasitflugor. Inga underarter finns listade i Catalogue of Life.